# Velsenstraße
Die Velsenstraße ist eine Straße im Stadtteil Gronau von Bergisch Gladbach im Rheinisch-Bergischen Kreis.
Die Straße wurde 1973 nach Velsen, einer niederlischen Partnerstadt von Bergisch Gladbach benannt. Dadurch sollte die Bedeutung der Städtepartnerschaften und des Europagedankens verdeutlicht werden. Der Rat der Stadt begründete seine Entscheidung, dass man sich damit auch von der früheren Benennung vieler Straßen nach Feldherren und Schlachten distanzieren und der jungen Generation ein Leitbild geben wolle. Zudem biete die jetzige Benennung die Möglichkeit, der Partnerstadt ein „Denkmal herzlicher Verbundenheit zu setzen.“
Im Vorgriff auf eine erwartete, aber zunächst nicht realisierte Neugliederung in Nordholland war sie 1966 zunächst in Ijmuidenstraße benannt worden. 1973 wurde sie in Velsenstraße umbenannt.